# Pfarrkirche Wolfpassing an der Hochleithen

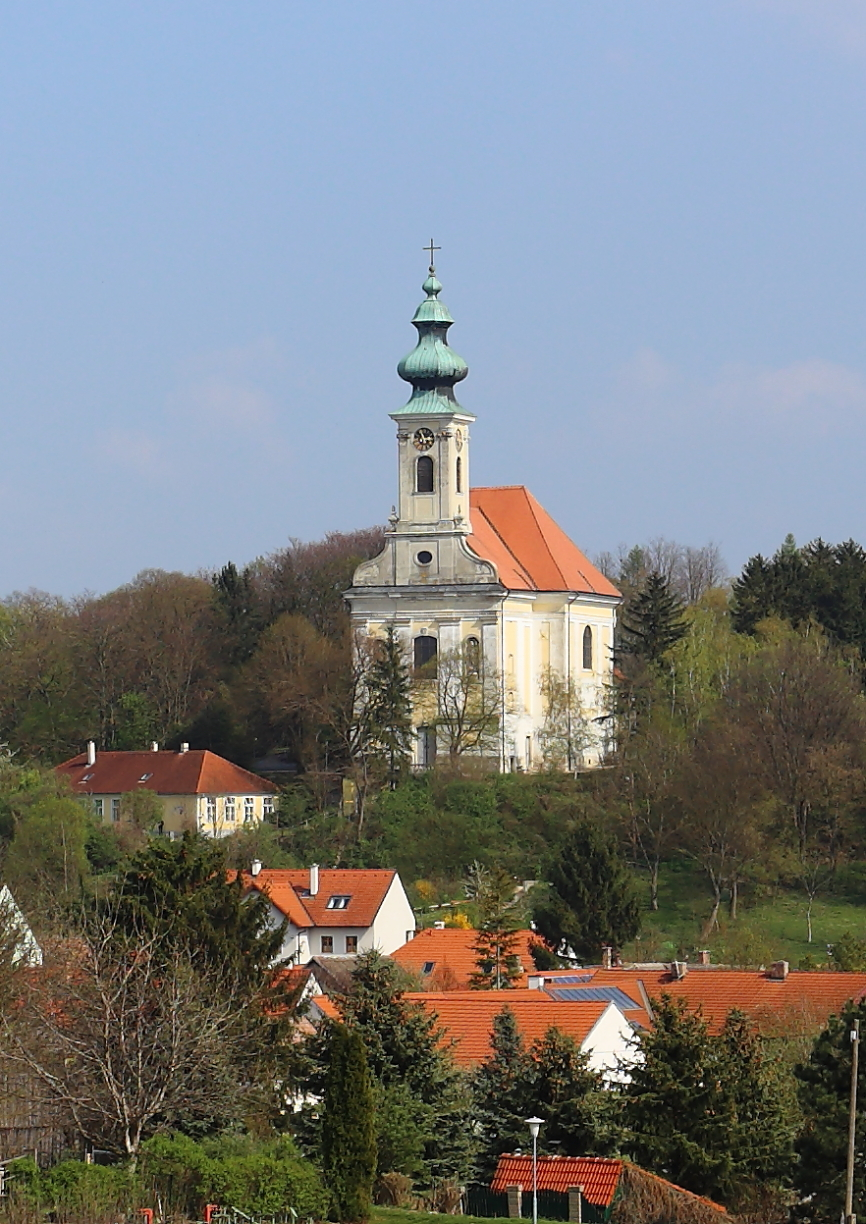
Kath. Pfarrkirche hl. Nikolaus in Wolfpassing an der Hochleithen

Die römisch-katholische Pfarrkirche Wolfpassing an der Hochleithen steht erhöht auf dem Kirchhügel im Osten der Ortschaft Wolfpassing an der Hochleithen der Gemeinde Hochleithen im Bezirk Mistelbach in Niederösterreich. Sie ist dem heiligen Nikolaus geweiht und gehört zum Dekanat Wolkersdorf im Vikariat Unter dem Manhartsberg der Erzdiözese Wien. Das Bauwerk steht unter Denkmalschutz.

## Geschichte
Die Kirche erhielt im 13. Jahrhundert das Vikariat. 1560 wird erstmals eine Pfarre urkundlich erwähnt. Die heutige barocke Kirche mit Fassadenturm wurde 1744 erbaut.

## Architektur
Kirchenäußeres

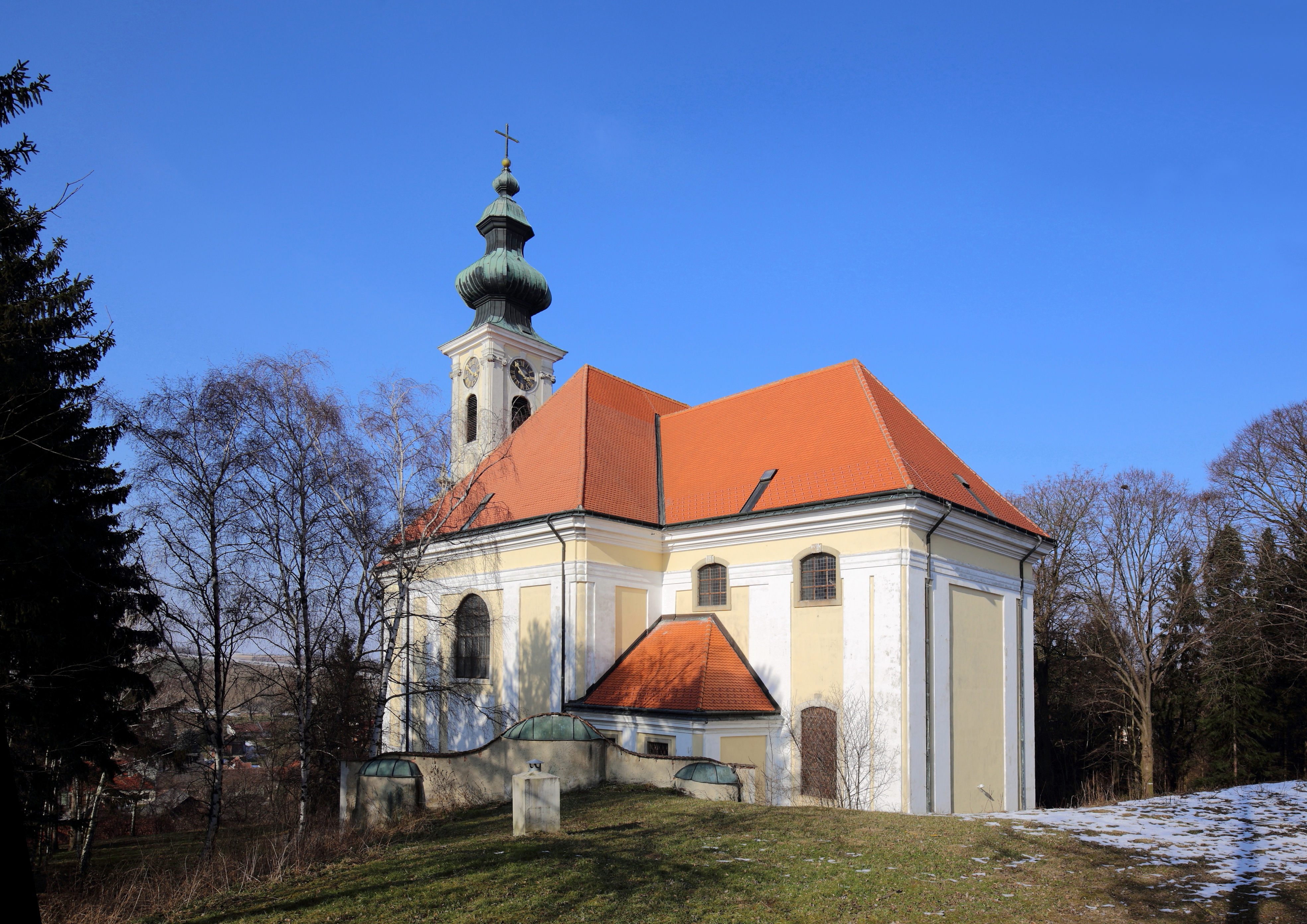
Südostansicht der Kirche

Die Kirche hat ein zentrales querrechteckigiges Langhaus, das zwischen einem eingezogenen westlichen Emporenjoch und einem langgezogenen westlichen Chor eingeschlossen ist. Der gerade geschlossene Chor wird im Norden und Süden jeweils von einem zweigeschoßigen Anbau flankiert. Der schlichte Außenbau ist lisenengegliedert. Die Westfassade weist über einer hohen Sockelzone eine Pilastergliederung auf. In zwei Rundbogennischen sind Steinfiguren der Heiligen Nikolaus und Florian. Der mittig leicht vorgestellte Turm erhebt sich zwischen einem Volutengiebel über einem Traufgesims. Der Turm ist durch Eckpilaster und rundbogige Schallfenster akzentuiert. Darüber ist eine Zwiebelhaube. Am Emporenjoch und am Chor sind Segmentbogenfenster. Am zentralen Langhaus befindet sich an der Nord- und Südseite jeweils ein Rundbogenfenster. An der östlichen Chorwand ist die Bauinschrift „1744“.
Kircheninneres
Das Langhaus der Kirche ist platzlgewölbt. Im Norden und Süden ist das Langhaus durch Nischen mit Tonnengewölbe über Gurtbögen erweitert. Im Westen und Osten ist jeweils ein schmales Segmentbogengewölbe über abgerundeten Wänden. Die Wände sind mit Pilastern gegliedert haben unterhalb des Gewölbes ein umlaufendes Gesims. Die Westempore ist tonnenunterwölbt und hat eine vorschwingende Brüstung. Das Turmerdgeschoß ist platzlgewölbt. Der zweijochige Chor ist ebenfalls unter einem Platzlgewölbe. Die Joche werden durch Doppelgurtbögen geteilt, die auf Pilastern ruhen. Die geschmückten Oratorienfenster  sind reich mit Draperie und Dekor in Stuck verziert. Auf der linken Seite ist ein Wappen von 1749 dargestellt, auf der rechten Seite steht „M.T.“ (für: „Maria Theresia“).

## Ausstattung
Ein Großteil der Ausstattung stammt aus der Karmeliterinnenkirche in Wiener Neustadt. Zu den übertragenen Objekten zählen der Hochaltar, der rechte Seitenaltar, die Kanzel und die Orgel. Der Hochaltar, ein Säulenaltar, steht auf einem hohen Postament. Die Säulenreliefs zeigen Bilder aus dem Leben der heiligen Theresa. Das Altarblatt mit der „Aufnahme der heiligen Theresa in den Himmel“ wurde 1732 von Petrus van Roy gemalt. Das Aufsatzbild zeigt den heiligen Nikolaus. Auf dem Altar sind Figuren der Heiligen Nikolaus, Florian, Gregor der Große, Maria Magdalena sowie Johannes. Der freistehende Altar hat einen hohen Tabernakelaufbau. Am linken Seitenaltar steht eine Kreuzigungsgruppe aus dem zweiten Viertel des 18. Jahrhunderts in einer Wandnische. Der rechte Seitenaltar wird „Josefsaltar“ genannt. Auf dem Postament stehen je zwei Säulen auf schräggestellten Sockeln mit Volutengiebeln. Das Altarblatt zeigt den „zwölfjährigen Jesus im Tempel“. Am Aufsatzbild ist der heilige Johannes Nepomuk zu sehen. Die Konsolfiguren am Altar stammen aus dem zweiten Viertel des 18. Jahrhunderts. Die barocke Kanzel mit den Figuren der Evangelisten stammt ebenfalls aus dem zweiten Viertel des 18. Jahrhunderts. Das barocke schmiedeeiserne Kommuniongitter und der Taufstein stammen aus der ersten Hälfte des 18. Jahrhunderts.

## Orgel
Die Orgel mit 14 Registern aus dem Jahr 1758 stammt von Johann Friedrich Ferstl. Sie wurde 1807 zerstört und in den Jahren 1970 und 1971 in den mutmaßlichen Originalzustand zurückversetzt.

## Glocken
Die Glocke wurde 1782 von Johann Caspar Hofbauer gegossen.